# Sirte (Libyen)
Sirte, også Surt eller Syrte, arabisk ‏سرت, er en libysk havneby ved Middelhavet og hovedby for kommunen Sirte.
Byen i den historiske region Tripolitanien ligger lidt over havniveauet ved Sidrabugten, hvorfra byens navn stammer. Den Libyske Ørken går helt ud til kysten. Der er 300 km i nordvestlig retning til Tripoli og ca. 300 km mod øst til Benghazi. Ca. 10 km syd for byen ligger den lokale civile og militære lufthavn Gardabya-Syrte Airport.
Siden Muammar al-Gaddafis magtovertagelse 1969 har byen været i vækst. Moderne højhuse præger bybilledet. Der er bygget en ny bydel med 30.000 indbyggere og Sirte har foruden andre uddannelsesinstutioner også sit eget universitet, Al-Tahadi-Universitet med 13 fakulteter. De nye banestrækninger langs kysten Ras Ejder–Sirte og Sirte–Banghazi, Offshore-olieindvinding og udvidelsen af havnen gør området til et vigtigt erhvervscenter.
Byen er Gaddafis fødeby og der har været flere forsøg på at flytte hovedstaden til Sirte. Flere ministerielle kontorer er placeret i Sirte, samt Palais des Congrès, som er Nordafrikas største konferencehal.
Byen har et tyrkisk fæstningsanlæg fra 1842 og en Moske fra det 19. århundrede.
Efter Den italiensk-tyrkiske krig (1911-1912) blev byen 1912 besat af Italien. Fra 1915–1924 herskede det muslimske broderskab Sanussiya i byen, men ellers var byen under italiensk herskab indtil britiske tropper under Felttoget i Nordafrika i 1943 jagede de tyske tropper ud af byen.
Under oprøret i Libyen i 2011 var Sirte en højborg for tilhængerne af Gaddafis regime. Efter flere ugers kampe indtog oprørerne de sidste dele af byen den 19-20 Oktober 2011 med støtte fra NATO's fly. Under disse kampe blev Gaddafi fanget og dræbt.

## Ekstern henvisning
- Surt på fallingrain.com

31°12′N 16°36′Ø / 31.2°N 16.6°Ø